# March ör Die
《March ör Die》는 1992년 8월 14일에 발매된 영국의 헤비 메탈 밴드 모터헤드의 열 번째 스튜디오 음반이다. 이 음반은 WTG 레코드와의 두 번째이자 마지막 음반이 될 것이다. 이 음반에는 오지 오스본, 건즈 앤 로지스의 기타리스트 슬래시, 베테랑 드러머 토미 알드리지 등이 게스트로 참여했다. 알드리지는 오랜 멤버 필 테일러가 녹음 과정 초기에 해고된 후 개입했다.

## 배경
1980년대 후반 음반사와의 불화와 판매 부진으로 인해 1992년까지 큰 반전을 누렸다. 그래미 어워드 후보에 오른 《1916》가 큰 성공을 거둔 후, 모터헤드는 소니와 두 번째 음반 계약을 맺었다. 또한 오지의 아내이자 매니저인 샤론 오스본의 초청으로 1991년 오지 오스본의 음반 《No More Tears》의 4곡을 공동 작곡했다. 레미 킬미스터는 자서전 《화이트 라인 피버》에서 다음과 같이 회상한다.
"그것은 제가 가졌던 것 중 가장 쉬운 공연 중 하나였습니다. 샤론이 저에게 전화를 걸어 '오지에게 곡을 쓸 수 있는 X 금액의 돈을 드리겠습니다.'라고 말했고, 저는 '알았어요? 펜 있어요?'라고 말했습니다. 6~7개의 단어를 썼는데 그 중 4개를 썼어요 저는 이 네 곡을 작곡해서 15년 동안 Motörhead로 만든 것보다 더 많은 돈을 벌었습니다. 웃기지 않나요?!"

## 평가
| 전문가 평가          | 전문가 평가 |
| 평가 점수            | 평가 점수   |
| 출처                 | 점수        |
| -------------------- | ----------- |
| AllMusic             | [ 2 ]       |
| Robert Christgau     | [ 3 ]       |
| Entertainment Weekly | A           |
| Q                    | [ 5 ]       |

《March ör Die》에 대한 평가는 엇갈렸다. 올뮤직 리뷰는 다음과 같이 말한다.
"여기가 모든 것이 거의 잘못될 뻔한 곳입니다. 에픽 레코드를 통한 새로운 배급 계약과 그의 오랜 친구 오지 오스본과의 최근 성공적인 《No More Tears》 음반 작업에 고무된, 모터헤드의 레미 킬미스터는 전에 없이 상업적 성공을 추구하기 시작했고, 그 결과 그들의 흠잡을 데 없는 유산을 쓰레기통에 던져버릴 뻔했습니다."

## 곡 목록
모든 곡들은 특별한 언급이 없는 한 레미 킬미스터, 마이클 버스턴, 필 캠벨, 필 테일러에 의해 작사/작곡하였다.
| #   | 제목                                                 | 작사·작곡                        | 재생 시간 |
| --- | ---------------------------------------------------- | -------------------------------- | --------- |
| 1.  | 〈Stand〉                                            |                                  | 3:31      |
| 2.  | 〈Cat Scratch Fever (테드 뉴전트 커버)〉             | 테드 뉴전트                      | 3:52      |
| 3.  | 〈Bad Religion〉                                     |                                  | 5:01      |
| 4.  | 〈Jack the Ripper〉                                  |                                  | 4:39      |
| 5.  | 〈I Ain't No Nice Guy (Feat. 오지 오스본 & 슬래시)〉 | 킬미스터                         | 4:18      |
| 6.  | 〈Hellraiser〉                                       | 오지 오스본, 잭 와일드, 킬미스터 | 4:35      |
| 7.  | 〈Asylum Choir〉                                     |                                  | 3:40      |
| 8.  | 〈Too Good to Be True〉                              |                                  | 3:36      |
| 9.  | 〈You Better Run (Feat. 슬래시)〉                    | 킬미스터                         | 4:51      |
| 10. | 〈Name in Vain〉                                     |                                  | 3:06      |
| 11. | 〈March ör Die〉                                     | 킬미스터                         | 5:41      |